# Cantó de Villeurbanne-Centre
El cantó de Villeurbanne-Centre és un antic cantó francès del departament del Roine, situat al districte de Lió. Compta amb part del municipi de Villeurbanne. Va existir de 1982 a 2014.

## Municipis
- Villeurbanne

| Data d'elecció | Identitat          | Partit | Qualitat |
| -------------- | ------------------ | ------ | -------- |
| 1982-1992      | Gilbert Chabroux   | PS     |          |
| 1992-2010      | Raymond Terracher  | PS     |          |
| 2010-2011      | Richard Llung      | PS     |          |
| 2011-2014      | Béatrice Vessiller | EELV   |          |